# Abdij van Silvacane

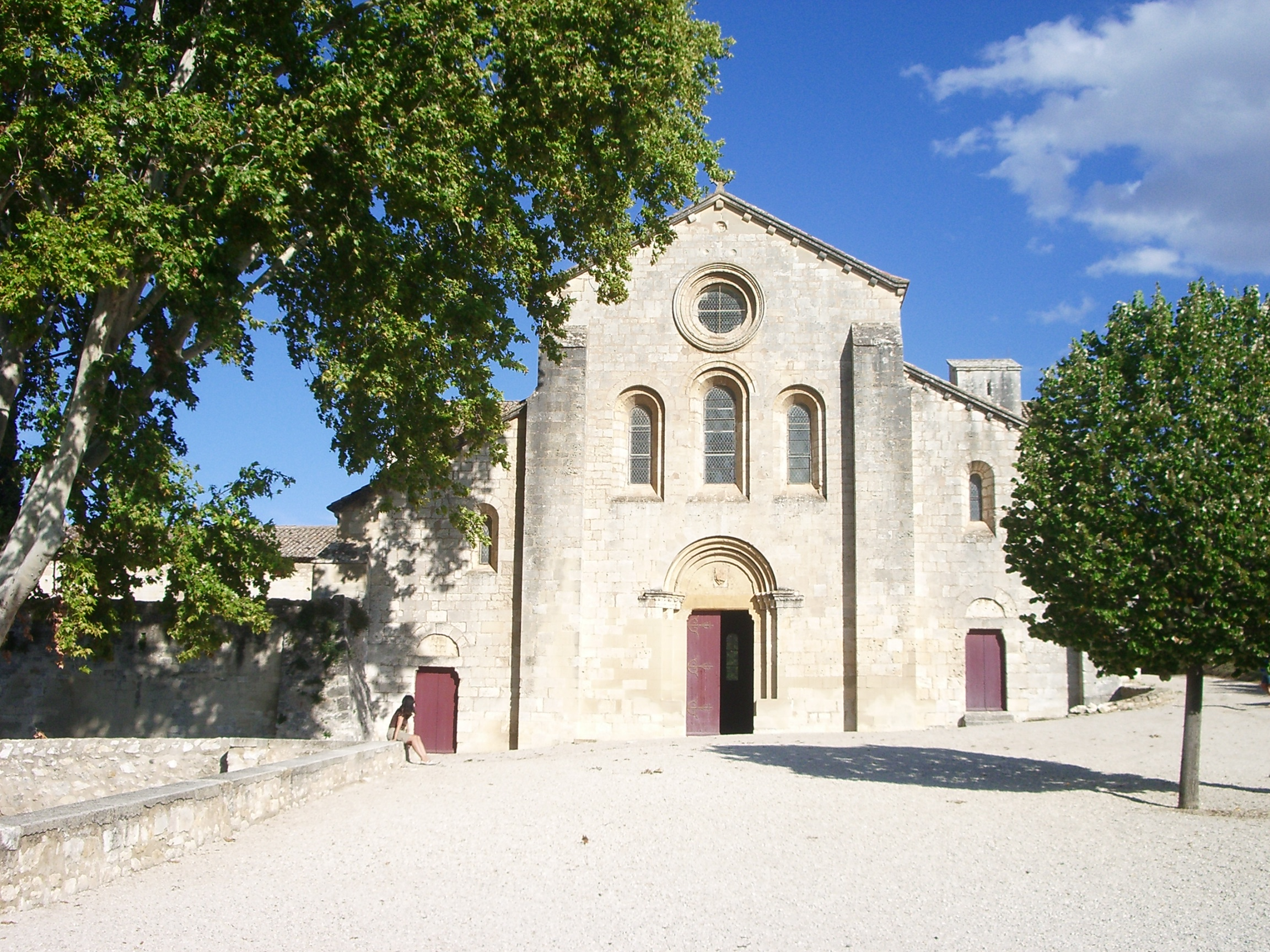
De abdijkerk

De Abdij van Silvacane is een cisterciënzerabdij, gelegen langs de oever van de Durance, vlak bij La Roque-d'Anthéron, in het departement Bouches du Rhône in Frankrijk. De naam is afgeleid van Silva Cana: woud van riet - dat hier bestond vooraleer de monniken het natte gebied drooglegden.
De Abdij van Silvacane wordt ook wel de jongste van de drie ‘cisterciënzerzusters’ in de Provence genoemd (de andere twee zijn de Abdij van Sénanque en de abdij van Le Thoronet), maar in tegenstelling tot Sénanque en Le Thoronet, vond Silvacane haar religieuze bestemming niet terug.

## Geschiedenis
In de 11e eeuw vestigden monniken van de Abbaye de St-Victor bij Marseille zich hier tussen de rietbossen. Een groep monniken van het klooster Morimond nam het bestuur van de abdij over omstreeks 1144. Eerst na grote schenkingen op het einde van de 12e eeuw door Guillaume de Fuveau en Raimond de Baux kwam de abdij tot bloei. De abdijkerk kwam tot stand tussen 1175 en 1230.
De rijkdom van de abdij in de 13e eeuw wekte de afgunst van de benedictijnen van de Abdij van Montmajour bij Arles. In 1289 werd de abdij Silvacane door hen bezet en de cisterciënzers werden in gijzeling genomen. Na een miniconcilie kwamen de monniken weer vrij.
In 1358 werd de abdij geplunderd door de troepen van de heer van Aubignan. Mede door misoogsten raakte de abdij aan het einde van de 14e eeuw in financiële problemen.
In 1443 verlieten de monniken het klooster. Het beheer van het gebouwencomplex kwam in handen van het kapittel van de kathedraal van Aix-en-Provence. De abdijkerk fungeerde sinds het begin van de 16e eeuw als parochiekerk voor La Roque-d’Antheron. Tijdens de godsdienstoorlogen werd de abdij zwaar beschadigd.
In de 17e en 18e eeuw raakte de abdij in verval. Bij het uitbreken van de Franse Revolutie stonden de gebouwen leeg en werd de abdij als 'staatsbezit' verkocht. Het complex was enige tijd in gebruik als boerderij. In 1846 kwam het in bezit van de Franse staat en werd begonnen met de restauratie van de kerk. De overige gebouwen van het complex werden eerst na 1945 gerestaureerd. De ommuring en het gastenverblijf vabn de monniken werden weer opgebouwd op de in 1989 blootgelegde fundamente ten westen van de kloostergebouwen.
In 2001 werden moderne glasramen geplaatst van de hand van Sarkis.
In 2008 schonk de staat de gebouwen aan de gemeente van La Roque d'Anthéron.

## Bouwstijl

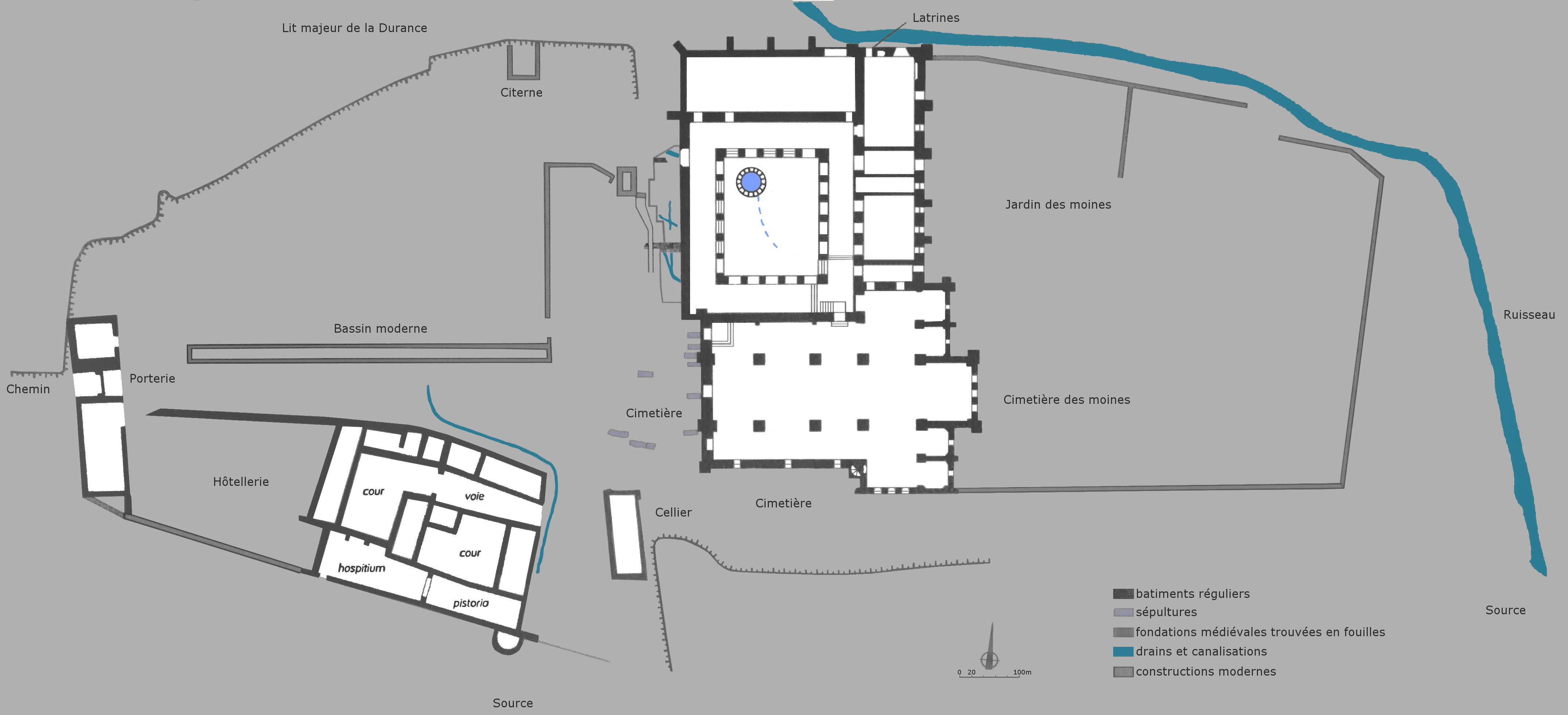
Bouwplan van de abdij

De abdij is een prachtig voorbeeld van de sobere cisterciënzer bouwstijl. Hoewel de abdij van Silvacane naast romaanse ook gotische stijlelementen vertoont, is de Romaanse stijl overheersend. De op de basilicavorm gebaseerde kerk heeft een spitsboog-tongewelf. Op de viering is een kruisribgewelf geplaatst. De kloostergang is van grote romaanse eenvoud. Ze werd gebouwd in de tweede helft van de 13e eeuw. Ze bestaat uit met tongewelf overdekte galerijen. Achter de oostelijke vleugel liggen de later gebouwde kapittelzaal, de refter en het dormitorium.